# Tupolew Tu-14
Die Tupolew Tu-14 (russisch Туполев Ту-14, NATO-Codename Bosun) war ein vom sowjetischen Konstruktionsbüro Tupolew in den 1950er-Jahren entwickelter zweistrahliger Bomber für Kurz- und Mittelstrecken.

## Entwicklung
Vorläufer war das Projekt 72. Unter der werksinternen Typenbezeichnung Tu-73 erfolgte am 29. Dezember 1947 mit F. F. Opadschi der Erstflug. Wegen der zu schwachen Rolls-Royce Nene-Triebwerke befand sich im Heck ein Derwent-V-Hilfsantrieb. Ein zweiter Prototyp Tu-78 mit leicht veränderter Bugverglasung und Seitenleitwerk folgte am 17. April 1948. Beim dritten Testmodell Tu-81, Erstflug 1951, konnte das dritte Triebwerk durch die Verwendung von leistungsgesteigerten WK-1-Antrieben weggelassen werden.
Nach dessen Erstflug am 13. Oktober 1949 und anschließender Erprobung bis zum Herbst 1950 erfolgte die Serienproduktion im Irkutsker Werk Nr. 39 und ab 1951 wurde die Maschine bei den sowjetischen Seefliegerkräften in Dienst gestellt. Varianten waren der Aufklärer Tu-14R und der Torpedobomber Tu-14T mit zwei Torpedos 45-36-A.
Es sollen 147 Stück (andere Quellen sprechen von etwa 200 oder 550) gebaut worden sein, 50 bis 60 davon wurden 1958/59 an China geliefert. Die Tu-14 verblieb etwa zehn Jahre im Truppendienst, bis sie 1962 durch die Tu-16 ersetzt wurden. Zu einer Massenfertigung kam es aufgrund der zur gleichen Zeit entwickelten Iljuschin Il-28, die bessere Leistungen aufwies, jedoch nicht.

## Beschreibung
Die Tu-14 ist ein freitragender Schulterdecker in Ganzmetall-Halbschalenbauweise mit trapezförmigen Tragflächen. Die beiden Triebwerke befinden sich unter den Tragflächen und nehmen auch die Haupträder des Bugradfahrwerkes in ihre Gondeln auf. Die Höhenruder des Leitwerks sind stark gepfeilt. Das Seitenleitwerk besitzt einen weit vorgreifenden Falschkiel.

## Technische Daten
| Kenngröße             | Tu-73                                                                                                 | Tu-14T |
| --------------------- | --- | --- |
| Typ                   | Bomber                                                                                                | Torpedobomber |
| Besatzung             | 3–4                                                                                                   | 3 |
| Länge                 | 20,32 m                                                                                               | 21,37 m |
| Spannweite            | 21,71 m                                                                                               | 21,69 m |
| Höhe                  | k. A.                                                                                                 | 6,69 m |
| Flügelfläche          | 67,38 m²                                                                                              | 67,36 m² |
| Flügelstreckung       | 7,0                                                                                                   | 7,0 |
| Leermasse             | 14.340 kg                                                                                             | 14.430 kg |
| Startmasse            | maximal 24.200 kg                                                                                     | maximal 24.600 kg |
| Triebwerke            | zwei Strahltriebwerke Rolls-Royce Nene (je 22,7 kn) ein Strahltriebwerk Rolls-Royce Derwent (15,9 kn) | zwei Radial-Strahltriebwerke Klimow WK-1 (je 27 kN Startschub)                                                                       |
| Höchstgeschwindigkeit | 840 km/h in Bodennähe 872 km/h in 5.000 m Höhe                                                        | 800 km/h in Bodennähe 861 km/h in 5.000 m Höhe                                                                                       |
| Landegeschwindigkeit  | 173 km/h                                                                                              | 175 km/h |
| Steigzeit             | 9,5 min auf 5.000 m                                                                                   | 9,5 min auf 5.000 m |
| Dienstgipfelhöhe      | 11.500 m                                                                                              | 11.500 m |
| Reichweite            | 2.810 km                                                                                              | 3.010 km mit 1.000 kg Bombenlast |
| Start-/Landestrecke   | 740 m / 1.170 m                                                                                       | 1.250 m / 1.120 m |
| Bewaffnung            | zwei 23-mm-Kanonen NR-23 3.000 kg Bomben                                                              | zwei 23-mm-Kanonen NR-23 nach vorne feuernd im Vorderrumpf zwei 23-mm-Kanonen NR-23 im Heckstand, zwei Torpedos oder 3.000 kg Bomben |